# Шей Гилджъс-Александър
Шей Гилджъс-Алесзандър (на английски: Shai Gilgeous-Alexander) е канадски баскетболист играещ в отбора от НБА – Оклахома Сити Тъндър и националния отбор на Канада. Играе една година колежански баскетбол в Кентъки Уайлдкетс преди да бъде изтеглен в драфта през 2018 година от Шарлът Хорнетс. В същата вечер е продаден на Лос Анджелис Клипърс, където прекарва една година до 2019 когато преминава в Оклахома Сити Тъндър. Гилджъс-Александър три пъти е избиран в отбора на звездите на НБА. Избран е за Най-полезен играч в НБА (MVP) за сезон 2024 – 25.
В първата си година с Оклахома Сити е водещият им реализатор и им помога да стигнат до плейофите като пети поставен отбор. След като се бори с контузии през следващите два сезона е избран за първия си Мач на звездите в НБА и става част от първия отбор на НБА през 2023, когато завършва четвърти в лигата по резултат с 31,4 точки на мач.
С националния отбор по баскетбол на Канада печели бронзов медал на световното първенство по баскетбол през 2023 година и е включен в най-добрия отбор на първенството. През същата година получава наградата Northern Star Award (спортист на годината на Канада) като става едва вторият баскетболист, който я е печелил.
Роден е в Торонто и израства в Хамилтън, Онтарио. Майка му е атлетка от Антигуа и Барбуда, която е участвала на олимпийските игри през 1992 в Барселона, а баща му е бивш баскетболист с успехи на колежанско ниво.

## Успехи
- Шампион на НБА – 2025
- 1× Най-полезен играч в НБА за сезон 2024 – 25
- 1× Northern Star Award (Спортист на годината на Канада): 2023
- 2× Отбор на звездите на НБА: 2023, 2024
- 3× Мач на звездите в НБА: 2023 – 2025
- Най-добър отбор на световното първенство по баскетбол през 2023 година